# Cyanoboletus poikilochromus
Bolet polychrome
Espèce
Statut de conservation UICN

 DD  : Données insuffisantes
Cyanoboletus poikilochromus, le Bolet polychrome, est une espèce rare de champignons (Fungi) basidiomycètes du genre Cyanoboletus dans la famille des Boletaceae. Il a la caractéristique de former des cristaux au niveau de ses pores en séchant.

## Taxonomie
Le nom correct complet (avec auteur) de ce taxon est Cyanoboletus poikilochromus (Pöder, Cetto & Zuccherelli) M.Carbone, D.Puddu & P.Alvarado, 2023.
Certaines sources, autres que MycoBank, mentionnent toujours cette espèce sous le taxon Cupreoboletus poikilochromus.
L'espèce a été initialement classée dans le genre Boletus sous le basionyme Boletus poikilochromus Pöder, Cetto & Zuccher., 1987.

### Synonymes
Cyanoboletus poikilochromus a pour synonymes :
- Boletus poikilochromus Pöder, Cetto & Zuccher., 1987
- Boletus pulverulentus f. reticulatipes Cetto, 1983
- Boletus pulverulentus f. reticulatipes Cetto, 1987
- Cupreoboletus poikilochromus (Pöder, Cetto & Zuccherelli) Simonini, Gelardi & Vizzini, 2015
- Suillellus poikilochromus (Pöder, Cetto & Zuccher.) Blanco-Dios, 2015

### Phylogénie
Espèce rare et récente, identifiée en 1987 et placée dans le genre Boletus. En 2015, l'espèce a été recombinée dans le genre Suillellus, mais un désaccord persiste entre les différents auteurs quant au nom prioritaire à donner à ce champignon. Toutes les recombinaisons dans Suillellus par Blanco-Dios se référant à des taxons autres que queletii et luridus manquent de soutien phylogénétique et sont donc invalides. Par conséquent, la classification correcte actuelle de ce champignon est dans le nouveau genre Cupreoboletus (2015), qui est érigé, grâce aux examens moléculaires, comme un nouveau genre monospécifique de Boletaceae comprenant une seule espèce thermophile du sud de l'Europe, caractérisée par une décoloration vers des teintes rouge cuivre sur l'ensemble, un hyménophore qui forme de petits cristaux en séchant, une odeur sucrée avec une longue persistance et la présence de pseudocystides.

### Étymologie
Le genre Cupreoboletus se réfère à cuprum (latin), cuivre, en référence à la tendance des sporophores de ce genre à mûrir en prenant des teintes cuivrées. L'adjectif spécifique poikilochromus, "polychrome", fait référence à la grande variabilité de couleurs de cette espèce.

### Noms vulgaires et vernaculaires
Ce taxon porte en français les noms vernaculaires ou normalisés suivants :  Bolet polychrome, Bolet multicolore.

## Description du sporophore
Les bolets sont des champignons dont l’hyménophore, constitué de tubes et terminés par des pores, se sépare facilement de la chair du chapeau. Ce chapeau d'abord rond, recouvert d'une cuticule, devient convexe à mesure qu’il vieillit. Ils ont un pied (stipe) central assez épais et une chair compacte. Les caractéristiques morphologiques de C. poikilochromus sont les suivantes :
Son chapeau est de couleur jaunâtre brunâtre, commençant généralement de couleur blanchâtre, finissant blanchâtre, brunâtre rougeâtre à marron, plus ou moinslavé de blanchâtre. Une marge blanchâtre plus ou moins étendue s'observe parfois au bord du chapeau chez les spécimens matures.
L'hyménophore présente des pores jaunâtres parfois orangées à rougeâtres. Elles forment des petits cristaux en séchant, une caractéristique singulière.
Son stipe, orné d'un réseau, est de couleur jaunâtre à rouge orangé.
La chair est de couleur crème à jaune, bleuissant fortement à la coupe. Son odeur très caractéristique est persistante, mais difficile à définir, décrite comme médicinale, douceâtre. Sa saveur est douce,,.

## Habitat et distribution
Il s'agit un champignon ectomycorhizien. Méditerranéen et rare, on le trouve dans les forêts thermophiles de feuillus et les forêts mixtes. Il pousse sous les Fagaceae, principalement Quercus spp (Q. suber, rotundifolia, ilex, coccifera, faginea, pubescens, cerrioides et alnifolia), parfois mélangé avec d'autres essences, comme Erica, Arbutus, Ostrya ou Pinus spp, ou divers arbustes (Crataegus sp, Juniperus sp, Cistus albidus, Arbutus unedo, Erica arborea, Pistacea lentiscus et Buxus sempervirens), sur sol calcaire, solitaire à grégaire, de l'été au début de l'automne, de septembre à octobre,.
Le bolet polychrome est distribué le long du bassin méditerranéen en Europe et en Asie occidentale. Il est présent en Italie (régions des Abruzzes, de la Calabre, de l'Émilie-Romagne, du Latium, de la Lombardie, des Marches, des Pouilles, de la Toscane, de la Sardaigne, de la Sicile, de la Vénétie, du Piémont et de l'Ombrie), en Espagne (régions de l'Andalousie, de Castille-La Manche, Catalogne et les îles Baléares de Majorque et Minorque), le Portugal (Baixo-Alentejo), l'île de Corse en France, Chypre, la Grèce (îles de Corfou, Lesbos et Crète), la Slovénie et Israël. Il s'agit d'une espèce rare avec une petite taille de population estimée à 4000 individus matures, et sa sous-population la plus importante est estimée à moins de 1000 individus.

## Statut de conservation

### Mondial
La liste rouge de The Global Fungal Red List Initiative classe C. poikilochromus dans la catégorie VU (Vulnérable) au niveau mondial.
Le Bolet polychrome est menacé par les changements dans la gestion des terres, à savoir l'abandon des terres, la coupe des forêts et l'intensification de l'agriculture, qui entraînent la dégradation et la fragmentation des forêts. Le changement climatique représente également une menace pour cette espèce en raison de l'augmentation de la fréquence et de l'intensité des incendies, du réchauffement des températures et de la sécheresse, qui peuvent conduire à la désertification, à des changements dans la répartition de l'habitat et à l'expansion d'espèces exotiques envahissantes. (FAO et Plan Bleu, 2018). Bien que ses hôtes (Quercus spp.) aient été classés dans la catégorie « préoccupation mineure » par la liste rouge des espèces menacées de l'UICN, la taille des populations de Q. suber et Q. pubescens diminue. (Barstow et Harvey-Brown, 2017, Jerome et Vazquez, 2018).

## Comestibilité
Le Bolet polychrome est toxique cru, mais comestible bien cuit. De par sa rareté et sa difficulté d'identification, il ne fait l'objet d'aucune consommation traditionnelle ou occasionnelle connue. Sa rareté devrait inciter à ne pas le rechercher à des fins de consommation. Il est à considérer comme sans intérêt alimentaire cuit, toxique cru .

## Confusions possibles
- Le Bolet blafard (Suillellus luridus), au chapeau plus sombre et aux pores et stipe plus orangés. Comestible cuit, toxique cru.
- Le Bolet magnifique (Exsudoporus permagnificus), au chapeau rougeâtre et aux pores exsudant un liquide jaunâtre jeune. Sans interêt alimentaire cuit, toxique cru.
- Le Bolet pulvérulent (Cyanoboletus pulverulentus), au stipe sans réseau et au chapeau sombre. Comestible en petite quantité et sans les tubes, à risque en grande quantité et avec les tubes.
- Le Bolet menteur (Suillellus mendax), au chapeau plus sombre et aux pores et stipe rougeâtres. Comestible cuit, toxique cru.
- Le Bolet jaune sang (Neoboletus flavosanguineus), au réseau jaune. Sans interêt alimentaire cuit, toxique cru.